# Velocipes
Velocipes ("rychlá noha") byl zřejmě rod teropodního dinosaura, žijícího v období svrchního triasu (geologický stupeň nor, před asi 221 až 208 miliony let) na území dnešního jižního Polska.

## Objev
Zkameněliny tohoto plaza (fragmentárně dochovaná kost lýtková objevená na území vesnice Kocury v okrese Olesno) je ale velmi nekompletní a špatně zachovaná, proto její identifikace není jistá. Studie z roku 2000 (Rauhut a Hungerbuhler) tohoto plaza klasifikuje pouze jako "neidentifikovatelného obratlovce". V roce 2016 vydal tým polských paleontologů novou studii, která potvrdila příslušnost tohoto taxonu k teropodním dinosaurům.
V současnosti je tento taxon jediným známým dinosaurem z území Polska, popsaným na základě kosterního materiálu (a nikoliv pouze fosilních otisků dinosauřích stop, kterých je z Polska známo větší množství).